# Karl von Amira
Karl Konrad Ferdinand Maria von Amira (Aschaffenburg, 1848. március 8. – München, 1930. június 22.) német jogtudós, egyetemi tanár.

## Élete
Középiskoláit a müncheni Wilhelmsgymnasiumban végezte, ezután a Lajos–Miksa Egyetemen jogot hallgatott. Tanárai közt volt Bernhard Windscheid, Julius Wilhelm von Planck, Paul von Roth és Alois von Brinz. Konrad Maurer alatt északi germán nyelveket is tanult. 1872-ben Münchenben doktorált Konrad Maurer felügyelete alatt. 
1875 és 1892 közt a Freiburgi Egyetem német és egyházjogi professzora volt. A korai germán jog, illetve a középkori római jog tanulmányozására szakosodott. Közreműködött a Deutsches Rechtswörterbuch kiadásában. Tanítványai közt volt Claudius von Schwerin és Eberhard von Künßberg. 
Számos tudós társaság, többek közt a Bajor Tudományos és Bölcsészettudományi Akadémia (1901-től), az Uppsalai Királyi Tudományos Társaság (1887-től), a Göteborgi Királyi Művészeti és Tudományos Társaság (1891-től), a Svéd Királyi Tudományos Akadémia (1905-től), a Porosz Tudományos Akadémia (1900-tól), a Göttingeni Tudományos és Bölcsészettudományi Akadémia (1922-től) és a Szász Tudományos és Bölcsészettudományi Akadémia (1929-től) tagja volt. 1902-ben a Bajor Maximilian Tudományos és Művészeti Renddel tüntették ki.

## Válogatott munkái
- Das altnorwegische Vollstreckungsverfahren: Eine rechtsgeschichtliche Abhandlung. München, 1874
- Erbenfolge und Verwandtschaftsgliederung nach den alt-niederdeutschen Rechten. Ackermann, München, 1874 (Digitalizált változat)
- Ueber Zweck und Mittel der germanischen Rechtsgeschichte. Akademische Antrittsrede. Ackermann, München, 1876 (Digitalizált változat)
- Das Endinger Judenspiel (Herausgeberschaft). Halle, 1883
- Thierstrafen und Thierprocesse. In: Mittheilungen des Instituts für österreichische Geschichtsforschung. 11. Band, 1891, S. 545–601. Separatdruck: Innsbruck, 1891
- Die Dresdner Bilderhandschrift des Sachsenspiegels. Erster Band: Facsimile der Handschrift. Leipzig, 1902
  - Zweiter Band: Erläuterungen. Teil I, Leipzig 1925 und Teil II, Leipzig, 1926
- Die Handgebärden in den Bilderhandschriften des Sachsenspiegels (= Abhandlungen der Bayerischen Akademie der Wissenschaften. Philosophisch-Philologische und Historische Klasse; Bd. 23, 2). München, 1905
- Der Stab in der germanischen Rechtssymbolik (= Abhandlungen der Bayerischen Akademie der Wissenschaften. Philosophisch-Philologische und Historische Klasse; Band 25, 1). München, 1909 (Rezension in der ZRG Archiválva 2021. szeptember 4-i dátummal a Wayback Machine-ben)
- Grundriß des germanischen Rechts (= Grundriß der Germanischen Philologie. Band 5). 3. Auflage. Strassburg, 1913
- Die Neubauersche Chronik (= Sitzungsberichte der Königlichen Bayerischen Akademie der Wissenschaften. Philosophisch-philologische und historische Klasse; Jg. 1918, 9). München, 1918
- Die germanischen Todesstrafen. Untersuchungen zur Rechts- und Religionsgeschichte (= Abhandlungen der Bayerischen Akademie der Wissenschaften. Philosophisch-philologische und Historische Klasse; Bd. 31, 3). München, 1922
- Rechtsarchäologie. 1. Einführung in die Rechtsarchäologie. Gegenstände, Formen und Symbole germanischen Rechts. Berlin, 1943 (Digitalizált változat)

## Fordítás
- Ez a szócikk részben vagy egészben  a   Karl von Amira című német Wikipédia-szócikk ezen változatának fordításán alapul.  Az eredeti cikk szerkesztőit annak laptörténete sorolja fel. Ez a jelzés csupán a megfogalmazás eredetét és a szerzői jogokat jelzi, nem szolgál a cikkben szereplő információk forrásmegjelöléseként.